# 정주환 (배우)
정주환(1972년 ~ )은 대한민국의 모델 출신이자 배우이다.

## 학력
- 고려대학교 경영학과 졸업

## 출연작

### 영화
- 2000년 《공동경비구역 JSA》... 소대장 역
- 2000년 《은행나무 침대 2 - 단적 비연수》... 화산족 청년 역
- 2001년 《조폭 마누라》... 난만 역
- 2002년 《패밀리》... 강동구 역
- 2003년 《써클》... 태수 2 역
- 2003년 《천년호》 ... 사해추 역
- 2004년 《맹부삼천지교》... 운태 역
- 2004년 《클레멘타인》... 윤배 역
- 2004년 《도마 안중근》... 젊은 이토 히로부미 역
- 2004년 《신석기 블루스》... 안 변호사 역
- 2006년 《모노폴리》... 김영수 역
- 2006년 《방문자》... 극장 매니저 역

### 드라마
- 2007년 MBC 수목드라마 《태왕사신기》... 적환 역
- 2009년 KBS2 월화 미니시리즈 《남자 이야기》... 정 교도 역

### CF
- 카프리맥주
- 에스콰이어 컬렉션
- 세종증권
- 노키아
- 코카콜라
- 아시아나 항공
- IBM Thinkpad
- 로엠

## 모델 활동

### 쇼
- 크리스찬디오르, 예거, 닉스, 지이크. 장광효, 이신우, 코오롱, 나이키, S.F.F.A., 청자선

## 경력
- 인더미디어 대표
- 극단 유인촌 레퍼토리 2기 연구단원